# Septoria dulcamarae
Septoria dulcamarae är en svampart som beskrevs av Desm. 1841. Septoria dulcamarae ingår i släktet Septoria och familjen Mycosphaerellaceae.   Inga underarter finns listade i Catalogue of Life.